# Documenti di papa Paolo VI

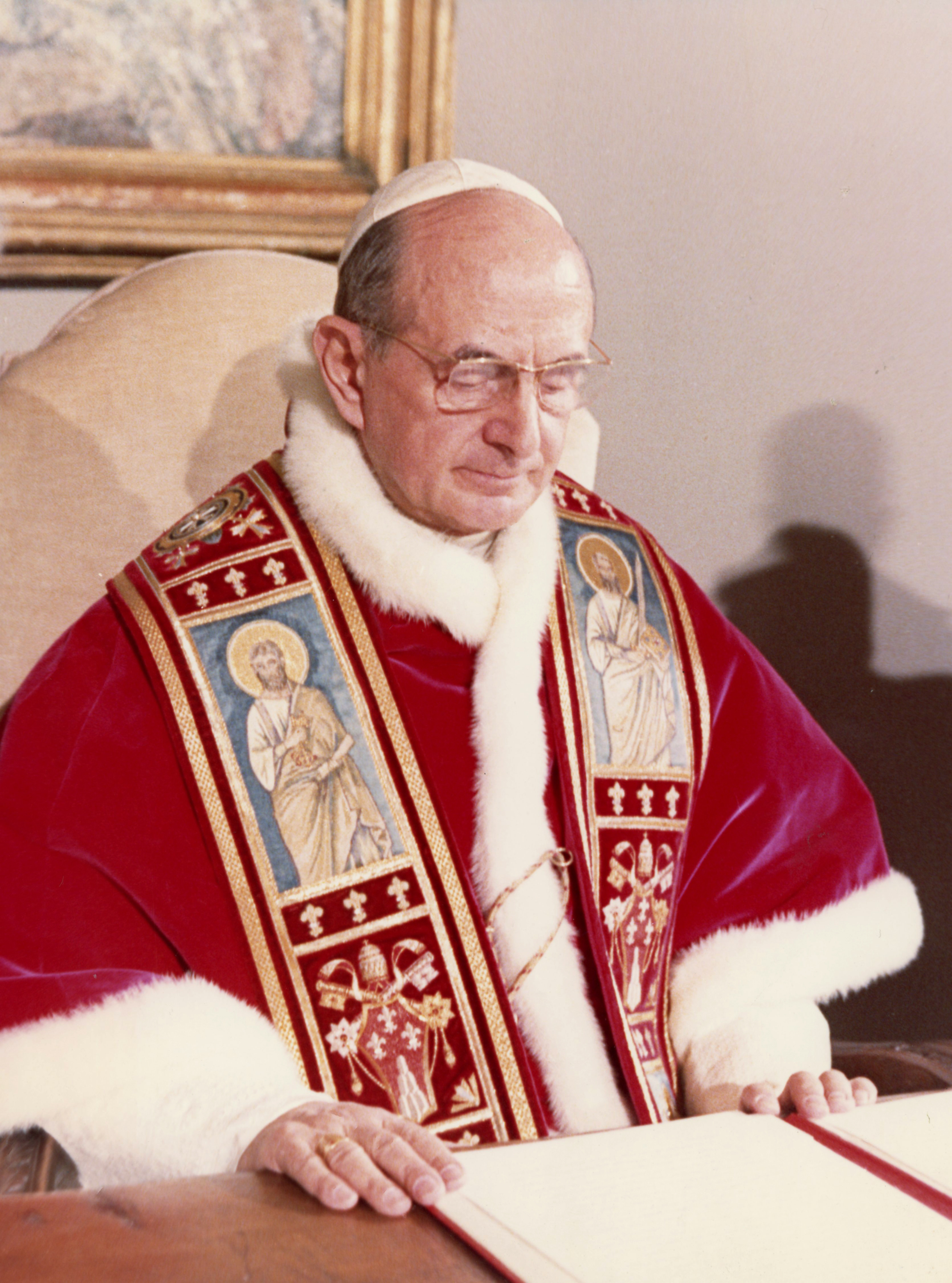
Papa Paolo VI

Il seguente elenco è una raccolta di documenti di papa Paolo VI.

## Costituzioni apostoliche
- Sacrosanctum Concilium (1963)
- Lumen Gentium (1964)
- Dei verbum (1965)
- Gaudium et Spes (1965)
- Mirificus Eventus (1965)
- Paenitemini (1966)
- Indulgentiarum Doctrina (1967)
- Regimini Ecclesiae universae (1967)
- Maringaënsis (1968)
- Barensis (1968)
- Miamiensis - S. Augustini - Mobiliensis - Birminghamiensis S. Petri in Florida et Orlandensis (1968)
- Pontificalis Romani (1968)
- Sacra Rituum Congregatio (1969)
- Missale Romanum (1969)
- Laudis canticum (1970)
- Divinae Consortium Naturae (1971)
- Sacram Unctionem Infirmorum (1972)
- Constans nobis (1975)
- Romano Pontifici Eligendo (1975)
- Vicariae potestatis in urbe (1977)[1]

## Encicliche
- Ecclesiam Suam (6 agosto 1964)
- Mense Maio (29 aprile 1965)
- Mysterium Fidei (3 settembre 1965)
- Christi Matri (15 settembre 1966)
- Populorum Progressio (26 marzo 1967)
- Sacerdotalis Caelibatus (24 giugno 1967)
- Humanae Vitae (25 luglio 1968)[2]

## Esortazioni apostoliche
- Quarta Sessio (28 agosto 1965)
- Postrema Sessio (4 novembre 1965)
- Petrum et Paulum Apostolos (22 febbraio 1967)
- Signum Magnum (13 maggio 1967)
- Recurrens mensis october (7 ottobre 1969)
- Quinque iam anni (8 dicembre 1970)
- Evangelica Testificatio (29 giugno 1971)
- Nobis in Animo (25 marzo 1974)
- Marialis Cultus (2 febbraio 1974)
- Paterna cum benevolentia (8 dicembre 1974)
- Evangelii Nuntiandi (8 dicembre 1975)
- Gaudete in Domino (9 maggio 1975)[3]

## Lettere apostoliche
- Octogesima adveniens (14 maggio 1971)[4]

## Motu proprio
- Pastorale munus (30 novembre 1963)
- Sacram liturgiam (25 gennaio 1964)
- Studia latinitatis (22 febbraio 1964)
- In fructibus multis (2 aprile 1964)
- Ad futuram rei memoriam (19 maggio 1964)
- Ad purpuratorum Patrum Collegium (11 febbraio 1965)
- Sacro Cardinalium Consilio (26 febbraio 1965)
- Apostolica sollicitudo (15 settembre 1965)
- Integrae servandae (7 dicembre 1965)
- Altissimi cantus (7 dicembre 1965)
- Finis Concilio Oecumenico Vaticano II (3 gennaio 1966)
- Summi Dei beneficio (3 maggio 1966)
- Munus apostolicum (10 giugno 1966)
- De Episcoporum Muneribus (15 giugno 1966)
- Ecclesiae Sanctae (6 agosto 1966)
- Catholicam Christi Ecclesiam (6 gennaio 1967)
- Episcopalis Potestatis (2 maggio 1967)
- Sacrum diaconatus (18 giugno 1967)
- Pro comperto sane (6 agosto 1967)
- Africae terrarum (29 ottobre 1967)
- Pontificalis Domus (28 marzo 1968)
- Pontificalia Insignia (21 giugno 1968)
- Romanae Dioecesis (30 giugno 1968)
- Credo del Popolo di Dio (30 giugno 1968)
- Pastoralis migratorum cura (15 agosto 1969)
- Ad hoc usque tempus (15 aprile 1969)
- Sollicitudo omnium Ecclesiarum (24 giugno 1969)
- Sanctitas clarior (19 marzo 1969)
- Mysterii Paschalis (14 febbraio 1969)
- Apostolicae caritatis (19 marzo 1970)
- Matrimonia mixta (31 marzo 1970)
- Ingravescentem Aetatem (20 novembre 1970)
- Causas matrimoniales (28 marzo 1971)
- Sedula cura (27 giugno 1971)
- Ministeria quaedam (15 agosto 1972)
- Ad Pascendum (15 agosto 1972)
- Quo aptius (27 febbraio 1973)
- Cum matrimonialium causarum (8 settembre 1973)
- Firma in traditione (13 giugno 1974)
- Catholica ecclesia (23 ottobre 1976)
- Apostolatus peragendi (10 dicembre 1976)
- Iustitiam et pacem (10 dicembre 1976)
- Inter eximia (11 maggio 1978)[5]